# Campionatul European de Fotbal 1976
Campionatul European de Fotbal 1976 a fost  al cincilea Campionat European de Fotbal. S-a desfășurat între 6 și 20 iunie în Iugoslavia (acum împărțită în statele Serbia, Muntenegru, Bosnia și Herțegovina, Croația, Slovenia și Macedonia).
La momentul respectiv, doar patru țări puteau juca la turneul final, ceea ce a însemnat că existau doar semifinalele, finala și finala mică. Acesta a fost ultimul turneu care a avut acest format, deoarece turneul a fost extins și a inclus opt echipe patru ani mai târziu.
A fost prima și singura dată când toate cele patru meciuri de la turneul final s-au decis după prelungiri, penaltiuri sau goluri marcate.
Acesta a fost, de asemenea, ultimul turneu în care gazdele trebuiau să se califice la etapa finală.
Fotbalistul ceh, Antonín Panenka, a devenit celebru pentru modul în care a lovit mingea când a executat penaltiul victoriei în finala cu Germania de Vest.

## Stadioane
| \| Zagreb Belgrad \|   |
| Belgrad                |
| Stadionul Steaua Roșie |
| Capacitate: 90.000     |
|                        |
| Zagreb                 |
| Stadionul Maksimir     |
| Capacitate: 55.000     |
|                        |
| Zagreb Belgrad         |

## Preliminarii

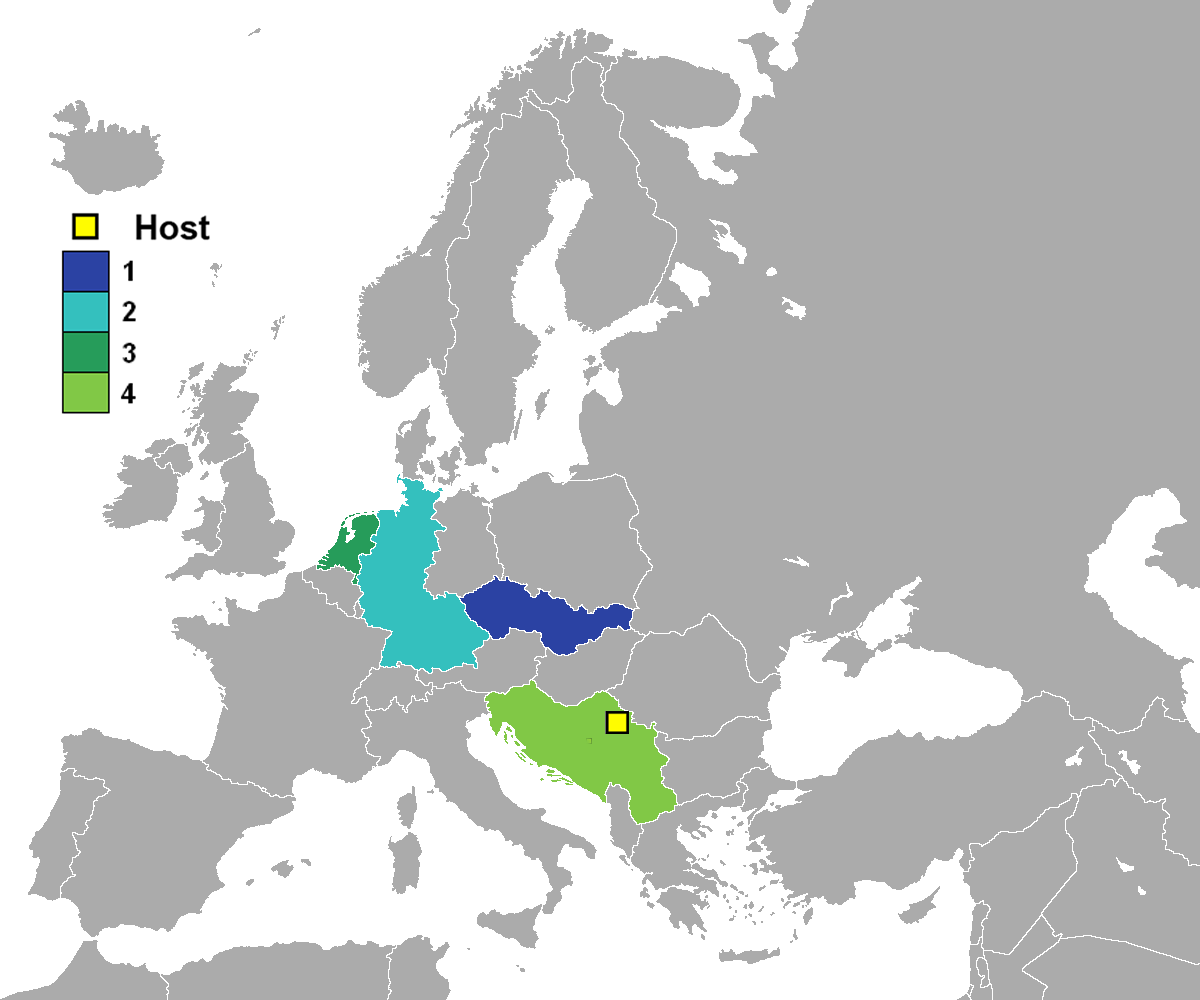
Finalistele Campionatului European de Fotbal 1976

Calificările competiției s-au jucat în două stagii: faza grupelor (a avut loc între 1974 și 1975) și sferturile de finală (jucate în 1976). Au fost opt grupe cu câte 4 echipe fiecare. Meciurile s-au jucat tur-retur. Victoriile valorau 2 puncte, egalul 1 punct, iar înfrângerea 0 puncte. Numai câștigătoarele grupelor se calificau în sferturile de finală. Sferturile de finală se jucau tur-retur. Câștigătoarele sferturilor de finală ajungeau la turneul final.

## Participanți
Următoarele echipe au participat la turneul final:
1. Cehoslovacia
2. Țările de Jos (prima prezență)
3. Germania de Vest
4. Iugoslavia

## Turneul final
Toate orele sunt CET/UTC+1
|  | Semifinale                                 | Semifinale                                 |       |                                       | Finala                                     | Finala |  |
|  |                                            |                                            |       |                                       |                                            |        |  |
|  | 16 June – Zagreb (Stadionul Maksimir)      |                                            |       |                                       |                                            |        |  |
|  | Țările de Jos                              | 1                                          |       |                                       |                                            |        |  |
|  | Cehoslovacia (prel.)                       | 3                                          |       |                                       |                                            |        |  |
|  |                                            |                                            |       |                                       |                                            |        |  |
|  |                                            |                                            |       |                                       | 20 June – Belgrad (Stadionul Steaua Roșie) |        |  |
|  |                                            |                                            |       |                                       | Cehoslovacia (pen.)                        | 2 (5)  |  |
|  |                                            | Germania de Vest                           | 2 (3) |                                       |                                            |        |  |
|  |                                            |                                            |       |                                       |                                            |        |  |
|  |                                            |                                            |       |                                       |                                            |        |  |
|  |                                            |                                            |       |                                       | Finala mică                                |        |  |
|  | 17 June – Belgrad (Stadionul Steaua Roșie) | 17 June – Belgrad (Stadionul Steaua Roșie) |       | 19 June – Zagreb (Stadionul Maksimir) | 19 June – Zagreb (Stadionul Maksimir)      |        |  |
|  | Iugoslavia                                 | 2                                          |       | Țările de Jos (prel.)                 | 3                                          |        |  |
|  | Germania de Vest (prel.)                   | 4                                          |       |                                       | Iugoslavia                                 | 2      |  |

### Semifinale
| Cehoslovacia                       | 3 – 1 (prel.) | Țările de Jos     |
| ---------------------------------- | ------------- | ----------------- |
| Ondruš 19' Nehoda 114' Veselý 118' | Raport        | Ondruš 77' (o.g.) |

| Iugoslavia              | 2 – 4 (prel.) | Germania de Vest                    |
| ----------------------- | ------------- | ----------------------------------- |
| Popivoda 19' Džajić 30' | Raport        | Flohe 64' D. Müller 82', 115', 119' |

### Finala mică
| Țările de Jos                      | 3 – 2 (prel.) | Iugoslavia                |
| ---------------------------------- | ------------- | ------------------------- |
| Geels 27', 107' Van de Kerkhof 39' | Raport        | Katalinski 43' Džajić 82' |

### Finala
| Cehoslovacia                                 | 2 – 2 (prel.) (d.p.) | Germania de Vest                   |
| -------------------------------------------- | -------------------- | ---------------------------------- |
| Švehlík 8' Dobiaš 25'                        | Report               | D. Müller 28' Hölzenbein 89'       |
| Masný · Nehoda · Ondruš · Jurkemik · Panenka | 5 – 3                | Bonhof · Flohe · Bongartz · Hoeneß |

## Statistici
- Cel mai rapid gol: 8 minute – Ján Švehlík (Cehoslovacia vs Germania de Vest)

### Marcatori
4 goluri
- Dieter Müller

2 goluri
- Dragan Džajić
- Ruud Geels

### Premii
Echipa UEFA a Turneului
| Portar     | Fundași           | Mijlocaș        | Atacanți      |
| Ivo Viktor | Ján Pivarník      | Rainer Bonhof   | Zdeněk Nehoda |
|            | Ruud Krol         | Jaroslav Pollak | Dieter Müller |
|            | Anton Ondruš      | Antonín Panenka |               |
|            | Franz Beckenbauer | Dragan Džajić   |               |